# Liste der Baudenkmale in Grambow (bei Schwerin)
In der Liste der Baudenkmale in Grambow sind alle denkmalgeschützten Bauten der mecklenburgischen Gemeinde Grambow und ihrer Ortsteile aufgelistet. Grundlage ist die Veröffentlichung der Denkmalliste des Kreises Nordwestmecklenburg mit dem Stand vom 16. September 2020.

## Baudenkmale nach Ortsteilen

### Grambow
| ID  | Lage                    | Bezeichnung                                      | Beschreibung | Bild                                             |
| --- | ----------------------- | ------------------------------------------------ | ------------ | ------------------------------------------------ |
| 472 | Lange Straße 14 (Karte) | Schloss mit Park und mittelalterlichem Taufstein |              | Schloss mit Park und mittelalterlichem Taufstein |

### Wodenhof
| ID   | Lage                | Bezeichnung                                                          | Beschreibung | Bild |
| ---- | ------------------- | -------------------------------------------------------------------- | ------------ | ---- |
| 1523 | Lindenstraße 1      | Landarbeiterhaus                                                     |              |      |
| 1524 | Bergstraße 1, 3     | Landarbeiterhaus                                                     |              |      |
| 1525 | Neuer Weg 1 (Karte) | Gutsanlage mit Neuem Gutshaus, Park, Pferdestall und ehem. Waschhaus |              |      |
| 1526 | Neuer Weg 2 (Karte) | Wohnhaus (altes Gutshaus)                                            |              |      |

## Quelle
- Denkmalliste des Landkreises Nordwestmecklenburg (Stand: 9. November 2023; PDF, 1,2 MByte)

- Karte mit allen Koordinaten:
- OSM |
- WikiMap